# تشارلز ر. غولدمان
تشارلز ر. غولدمان (بالإنجليزية: Charles R. Goldman)‏ هو أستاذ جامعي أمريكي، ولد في 9 نوفمبر 1930 في أوربانا في الولايات المتحدة.